# Église Saint-Pierre-et-Saint-Paul (Novgorod)
Pour les articles homonymes, voir Église Saint-Pierre-et-Saint-Paul.
L'église Saint-Pierre-et-Saint-Paul est une église catholique située à Novgorod en Russie, construite à la fin du XIXe siècle. Elle est réputée pour ses concerts d'orgue et est inscrite au patrimoine architectural de la ville.

## Histoire
Les premières églises catholiques ont été construites à Novgorod au XIIe et XIIIe siècles. L'une, dédiée à saint Olaf, regroupait les catholiques du Gotland, l'autre, dédiée à saint Pierre, servait de paroisse aux marchands allemands. Lorsque Novgorod s'est unie à la Moscovie, ces églises ont cessé d'exister.
Un certain nombre de catholiques originaires de Pologne et des pays baltes sont arrivés dans la région à la fin du XVIIIe siècle. Une chapelle catholique est construite en 1838. Novgorod et ses environs comprenaient en 1860, 1 168 catholiques qui entretenaient leur prêtre. Leur nombre augmente par la suite, surtout après la relégation à Novgorod de Polonais après les insurrections de Varsovie de 1863. La communauté construit une église de bois en 1874 et décide de la construire en pierre à la fin des années 1880. La première pierre est posée en 1891 et le projet mené par un architecte polonais de Bialystok.
L'église est consacrée aux apôtres Pierre et Paul le 8 septembre 1893. Elle doit sa réputation à son orgue et à un tableau représentant le baiser de Judas. Les paroissiens de Saint-Pierre-et-Saint-Paul comptaient parmi les membres de l'intelligentsia locale, ainsi que des militaires. L'église ouvre une maison pour enfants abandonnés en 1907.
Tout le mobilier liturgique et les œuvres d'art sont confisqués après la Révolution d'Octobre, et les tours jumelles baroques sont rasées, mais l'église n'est fermée qu'en mars 1933, pendant les grandes campagnes anti-religieuses des années 1930. Elle sert à la société locale des automobilistes, puis est transformée en théâtre, ce qui évite sa démolition.
L'église est rendue au culte catholique en 1996, après l'enregistrement de la paroisse en 1993. Elle est restaurée et son cent-dixième anniversaire est fêté avec éclat en 2003.
L'église est construite en style néoclassique et la façade est ornée d'un portique à deux colonnes surmonté d'un fronton à la grecque.